# Norrlandsknack
Norrlandsknack är ett klassiskt svenskt kortspel, känt sedan mitten av 1800-talet. Det spelas traditionellt om pengar. Spelet går ut på att vinna så många stick som möjligt och framförallt att inte bli helt utan stick. 
Spelarna får i given fem kort var, och ytterligare ett kort vänds upp för att bestämma trumffärg. Resten av leken bildar en talong. Därefter vidtar budgivningen, i vilken spelarna i tur och ordning får knacka, det vill säga förbinda sig att spela hem minst ett stick, eller lura, det vill säga passa. Så fort någon spelare knackat avbryts budgivningen, och alla övriga spelare måste då bestämma om de vill vara med i, eller avstå från, det fortsatta spelet om sticken. De spelare som gått med får byta ut önskat antal kort på handen mot nya från talongen.
Alla spelare startar med en poängsumma på 10. För varje hemtaget stick dras 1 poäng av från totalpoängen. Den som gått med och inte tagit något stick bestraffas (med undantag för den första given) med en limpa, vilket ger 5 tilläggspoäng. Spelets vinnare är den som först kommer ned till 0 poäng.
Spelar man med insatser lägger deltagarna en mark var i potten vid spelets början, och därutöver betalas en mark för varje limpa. Potten tas hem av den som vinner spelet.
Norrlandsknack kan även kallas bara knack, vilket är ett namn som också används om ett annat liknande kortspel.